# کورادو آردیتزونی
کورادو آردیتزونی (ایتالیایی: Corrado Ardizzoni; ۲۳ فوریهٔ ۱۹۱۶ – ۱۴ مارس ۱۹۸۰) دوچرخه‌سوار اهل ایتالیا بود.